# Cacciatori di diamanti
Cacciatori di diamanti (The Diamond Hunters) è un romanzo d'avventura dello scrittore Wilbur Smith pubblicato nel 1971. Il libro ha avuto un adattamento cinematografico, nel film The Kingfisher Caper del 1975, e uno televisivo, nella miniserie The Diamond Hunters del 2001. 

## Trama
(Wilbur Smith, Cacciatori di diamanti, traduzione di Attilio Veraldi)
Benedict, Tracey e Johnny crescono come fratelli nella regione arida del Namaqualand, in Sudafrica, a diretto contatto con la natura e sotto la custodia del Vecchio Jacobus Van der Byl. Un giorno però quest'ultimo rivela a Johnny che solo i primi due sono suoi figli naturali e che lui invece è stato adottato. Il giovane allora cerca di fare il possibile per conquistarsi comunque l'affetto e l'ammirazione del Vecchio. Il rapporto con Benedict rimane fraterno, almeno fino a quando un'enorme fortuna diamantifera trovata da Jacobus non lo corrompe. Benedict si trasforma immediatamente in un avido affarista che teme la competizione con Johnny, il quale si dimostra più in gamba di lui primeggiando sia negli studi che nello sport. Tuttavia Johnny può contare sulla vicinanza di Tracey, che senza esitazioni si schiera sempre dalla sua parte. I due ragazzi hanno un rapporto speciale, tanto da attirare l'attenzione del Vecchio, che decide di spedire Johnny in collegio. Diversi anni dopo, Johnny viene richiamato da Jacobus per dirigere la Van der Byl Diamond Company, mentre Benedict, dimostratosi incapace, si trasferisce a Londra ad occuparsi di affari minori. Johnny viene avvertito del matrimonio di Tracey con un giovane scelto per lei dal padre e, al banchetto nuziale, le promette sostegno in qualunque momento. Deluso, Johnny decide di sposare l'avida ed eccentrica Ruby Grange. Ben presto però Tracey scopre le tendenze omosessuali del marito ed entra in uno stato di profonda depressione. Johnny si precipita da lei ad aiutarla. Nel frattempo, Jacobus scopre di essere malato e poco prima di morire scrive un testamento con il quale divide le quote azionarie della Van der Byl in modo equo tra Benedict, Tracey e Johnny. Jacobus in realtà prova una profonda ostilità nei confronti di Johnny, che considera responsabile della rovina di entrambi i suoi figli, per motivi diversi, e gli lascia un terzo delle azioni solo perché l'azienda naviga ormai in cattive acque e vuole che Johnny ne paghi tutte le conseguenze. Il testamento è quindi un'arma per Benedict per sfogare la gelosia verso il fratellastro, "colpevole" di aver avuto più successo di lui. Nell'aspra battaglia si inserisce l'amore, atteso per tanti anni e ormai non più celato, di Tracey per Johnny, che però è ancora sposato con l'infedele Ruby. Sarà proprio la voglia di strafare di Benedict, alla fine, a condannarlo e a garantire il lieto fine.

## Edizioni
- Wilbur Smith, Cacciatori di diamanti, traduzione di Attilio Veraldi, La Gaja Scienza, Longanesi, 1991,  p. 308, ISBN 9788830409941.

- Wilbur Smith, Cacciatori di diamanti, traduzione di Attilio Veraldi, collana TEA, Longanesi, 1995,  p. 278, ISBN 88-7819-753-X.

- Wilbur Smith, Cacciatori di diamanti, traduzione di Attilio Veraldi, Teadue, TEA, 1995,  p. 278, ISBN 9788878197534.

- Wilbur Smith, Cacciatori di diamanti, traduzione di Ginevra Massari, collana TEA, HarperCollins, 16 luglio 2020, ISBN 978-8869057762.